# Ignacio Pérez Santamaría
Ignacio Pérez Santamaría – noto come Nacho – (Malaga, 26 giugno 1980) è un ex calciatore spagnolo, di ruolo difensore.

## Carriera
Ha giocato in massima serie con le maglie di Málaga, Levante, Getafe e Betis Siviglia.